# Горган (Алба)
Горган (рум. Gorgan) насеље је у Румунији у округу Алба у општини Ченаде. Oпштина се налази на надморској висини од 405 m.

## Становништво
Према подацима из 2002. године у насељу је живело 7 становника, од којих су сви румунске националности.